# Glyptopetalum
Glyptopetalum Thwaites – rodzaj roślin z rodziny dławiszowatych (Celastraceae). Obejmuje co najmniej 34 gatunki występujące naturalnie w Azji Południowo-Wschodniej. Ze względu na zagnieżdżenie w obrębie rodzaju trzmielina Euonymus postulowane jest włączenie zaliczanych tu gatunków do tego rodzaju.

## Systematyka
Pozycja i podział według APWeb (2001...)
Rodzaj z rodziny dławiszowatych (Celastraceae), rzędu dławiszowców (Celestrales), należącego do kladu różowych w obrębie okrytonasiennych. Gatunki tu zaliczane okazały się zagnieżdżone w obrębie rodzaju trzmielina Euonymus i postulowane jest ich włączenie do tego rodzaju (tylko wówczas trzmelina jest taksonem monofiletycznym).
Wykaz gatunków
- Glyptopetalum acuminatissimum Merr.
- Glyptopetalum angulatum (Griff.) Chakrab. & M.G.Gangop.
- Glyptopetalum annamense Tardieu
- Glyptopetalum aquifolium (Loes. & Rehder) C.Y.Cheng & Q.S.Ma
- Glyptopetalum calocarpum (Kurz) Prain
- Glyptopetalum calyptratum Pierre
- Glyptopetalum chaudocense Pierre
- Glyptopetalum continentale (Chun & F.C.How) C.Y.Cheng & Q.S.Ma
- Glyptopetalum euonymoides Merr.
- Glyptopetalum euphlebium (Merr.) Merr.
- Glyptopetalum feddei (H.Lév.) Ding Hou
- Glyptopetalum fengii (Chun & F.C.How) Ding Hou
- Glyptopetalum geloniifolium (Chun & F.C.How) C.Y.Cheng
- Glyptopetalum gracilipes Pierre
- Glyptopetalum grandiflorum Bedd.
- Glyptopetalum harmandianum Pierre
- Glyptopetalum ilicifolium (Franch.) C.Y.Cheng & Q.S.Ma
- Glyptopetalum integrifolium Q.W.Lin, Z.X.Zhang & Q.R.Liu
- Glyptopetalum lawsonii Gamble
- Glyptopetalum loheri Merr.
- Glyptopetalum longipedicellatum (Merr. & Chun) C.Y.Cheng
- Glyptopetalum longipedunculatum Tardieu
- Glyptopetalum marivelense Merr.
- Glyptopetalum palawanense Merr.
- Glyptopetalum poilanei Tardieu
- Glyptopetalum quadrangulare Prain ex King
- Glyptopetalum reticulinerve C.Y.Wu ex G.S.Fan & Y.J.Xu
- Glyptopetalum rhytidophyllum (Chun & F.C.How) C.Y.Cheng
- Glyptopetalum sclerocarpum M.A.Lawson
- Glyptopetalum stixifolium Pierre
- Glyptopetalum subcordatum Ding Hou
- Glyptopetalum thorelii Pit.
- Glyptopetalum tonkinense Pit.
- Glyptopetalum zeylanicum Thwaites